# معركة الكويفية
معركة الكويفية وقعت في 29–30 سبتمبر 1911م بمنطقة الكويفية في مدينة بنغازي بليبيا . بين قوات الدولة العثمانية وقوات السنوسيين ضد قوات مملكة إيطاليا ، أنتهت بانتصار مملكة إيطاليا.

## أسبابها
في نوفمبر عام 1911، وبعد حوالي شهر من احتلال بنغازي من قبل مملكة إيطاليا ، تعرضت إحدى الدوريات الإيطالية بمنطقة الكويفية لهجوم من جماعة من المقاتلين السنوسيين ، وبعد هذا الهجوم والاعتداء تحرك القائد الإيطالي كارلو داميكو بقواته لمعاقبة الكويفية وتقاتل مع القوات العثمانية والسنوسية الموجودة هناك وانتصر عليهم، ونتيجة لانتصار كارلو داميكو قامت مملكة إيطاليا بتكريمه ومنحه وسام سافوي للخدمة العسكرية.